# Gos d'ossos de Carèlia
El gos d'ossos de Carèlia, també anomenat Karjalankarhukoira en finès, és una raça de gos de caça de mida mitjana, originària de Carèlia, una regió administrativament dividida entre Finlàndia i Rússia.Posseeix un característic pelatge de color blanc i negre i està perfectament adaptat a les dures condicions climàtiques d'aquesta zona d'Escandinàvia.
El gos d'ossos de Carèlia tradicionalment ha estat emprat per a la caça d'una gran varietat d’animals. Els seus ràpids reflexos i la seva naturalesa atrevida i valenta han fet que sigui molt popular per a la caça major, incloent-hi ossos, ants i senglars. Va ser la seva utilitat per a la caça d'ossos el que li va valer el seu nom. Actualment s'han tornat una raça coneguda en ser emprats com un recurs per espantar ossos que s'acosten a zones habitades i reduir els conflictes amb humans.

## Història
Aquesta raça de gos es va originar a partir del gos Komi, provinent del llac Làdoga i la ciutat d'Olonets, a la República de Carèlia, a Rússia, i la regió finesa de la Carèlia Meridional, on es feia servir per caçar. La selecció es va iniciar el 1936 per crear un gos robust que bordés a la caça major, i se'l va anomenar gos d'ossos de Carèlia. El primer estàndard es va establir el 1945 i els primers gossos es van registrar el 1946. Se li va posar aquest nom perquè no es volia destacar el caràcter finès del gos. Amb tot, els carelians són un grup etnolingüístic molt afí amb els finlandesos. Avui dia, aquesta raça es considera un tresor nacional a Finlándia i es troba entre les deu més freqüents al país.
El gos d'ossos de Carèlia s'utilitzava principalment per caçar petits animals amb pell, com esquirols i martes. Igual que el Elkhound de Noruega, el gos d'ossos de Carèlia també s'utilitzava per caçar ants, linxs, llops i, com el seu nom indica, per caçar l'os bru europeu. Per a la caça de l’ós, s'utilitzaven almenys un parell de gossos que bordessin fort per enrabiar l’animal i distreure'l mentre el caçador es preparava per disparar-li.

## Un gos «pastor» d'ossos
Actualment s'ha demostrat que els gossos d'ossos de Carèlia són un recurs no letal molt útil per espantar ossos que s'acosten en zones habitades i reduir els conflictes entre humans i plantígrads a diverses parts del món. A l'Amèrica del Nord, s'utilitzen per alliçonar grizzlies i ossos negres americans habituats a acostar-se a contenidors d'escombraries i zones habitades, amb experiències exitoses en parcs nacionals com els de Yosemite, el de les Glaceres i el de Denali, als Estats Units, i el de Banff, al Canadá. Els seus serveis també han estat utilitzats pel Departament de Pesca i Fauna Salvatge de l’Estat de Washington, als Estats Units. El 2004, es van introduir el 2004 a Karuizawa, Japó, una ciutat turística popular a 170 km al nord-oest de Tòquio, on van aconseguir reduir el nombre d’incidents amb ossos negres asiàtics de 255 el 2006 a només 4 el 2017.
La tècnica usualment emprada consisteix en atrapar primer l'os habituat a un lloc concret del qual es preten que no torni més. Seguidament es porten els gossos d'ossos de Carèlia. Quan s'allibera l'os, aquest fuig esperitat i els gossos li surten al darrere i l'encalcen una bona estona fins que l'amo crida els gossos perquè tornin. La idea és que l’ós aprengui la lliçó que aquell no és un lloc al qual vulgui tornar.
A les zones àrtiques d'Alaska, també s'estan emprant gossos d'ossos de Carèlia per detectar caus d'ossos polars sota el gel. Segons la Llei de protecció dels mamífers marins dels Estats Units, els administradors de terrenys dels jaciments de petroli i gas estan obligats a establir perímetres de seguretat de quilòmetres d'amplada al voltant dels caus d'ossos polars, evitant l'activitat fins que acabi la seva hibernació. A més, amb el canvi climàtic, l'escalfament global i la pèrdua progressiva de la capa glaç a l'Àrtida, els ossos polars estan veient amenaçada la seva supervivència, fet que els obliga a arribar a terra per trobar noves fonts d’aliments. Com a conseqüència, darrerament s'estan registrant acostaments cada cop més freqüents d'aquests ossos a assentaments humans, com el que succeí a l'illa àrtica russa de Nova Terra el 2019. Davant d'aquest escenari, els gestors de la fauna salvatge d'Alaska estan sopesant emprar també gossos d'ossos de Carèlia per gestionar futurs potencials conflictes.

## Descripció

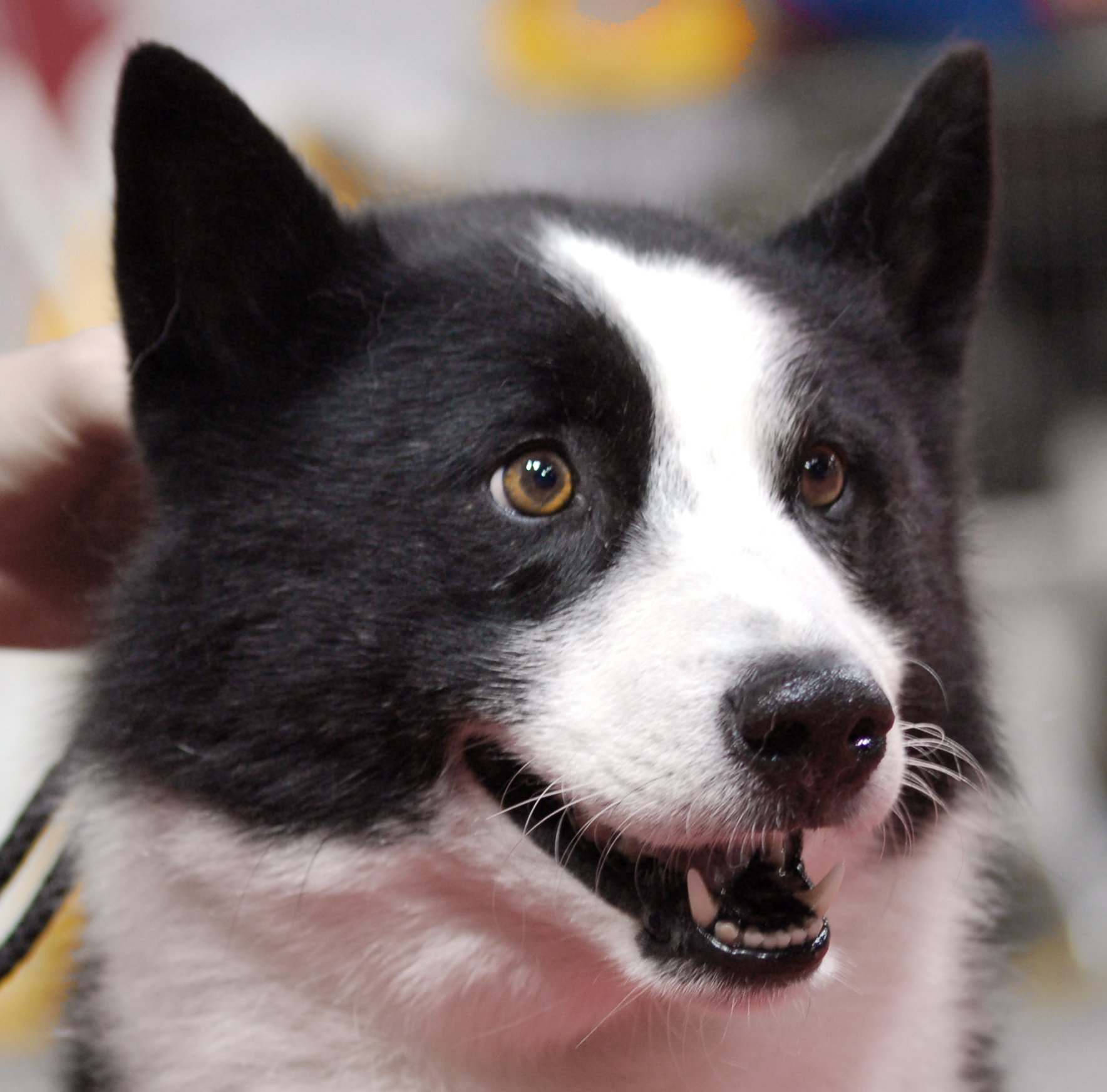
El gos d'ossos de Carèlia ideal té ulls brillants i intel·ligents.

L'estàndard de la raça per al gos d'ossos de Carèlia i Laikas avui és el d'un gos marcat en blanc i negre, tot i que originalment la raça incloïa individus amb capes de gris llop de diverses tonalitats, capes vermelles com l'espitz estàndard, així com també espècimens de color marró i negre.

### Aspecte
Els mascles mideixen de 54–60 cm (21–24 in) a la creu, mentre les femelles són més petites: 49–55 cm (19–22 in). Ambdós sexes pesen entre 20 i 30 kg.
La raça es caracteritza per uns pèls rectes i rígids i un pelatge fi, suau i gruixut, sense cap rínxol. El color ha de ser negre amb marques blanques. Sovint, el cabell negre està lleugerament tenyit de reflexos marrons a les puntes que li donen una qualitat iridescent. El percentatge de color ideal és al voltant del 70% de negre i el 30% de blanc. La cua espesa es rínxola en un cercle per sobre de l'esquena en un anell i té una punta blanca. Cau suaument a l'esquena del gos o cap a un costat. Els gossos d'ossos de Carèlia de raça pura tenen cues que es corben formant un cercle més que no pas una falç. Es consideren defectes les taques negres en les seccions blanques de la pell.

### Temperament
Aquesta raça de gos és naturalment agressiva cap a altres animals. Normalment requereix una socialització o aculturació deliberada amb qualsevol cosa que el propietari tingui sovint. Són molt afectuosos amb els seus amos, però poden ser agressius amb els desconeguts. És necessària una adequada socialització i formació a causa de la seva disposició agressiva. El gos d’ós de Carelia és molt territorial i alertarà de la presència d’estranys o altres animals propers que no coneguin.
Són caçadors silenciosos però tenaços i alerten el seu amo només quan tenen la presa a ratlla. Mantindran les preses acorralades bordant fort i corrent amunt i avall o al voltant de l’animal fins que l'amo vingui i el despatxi. Es sap que els gossos d'ossos de Karelia poden mantenir a ratlla un animal durant molt de temps. Si un os intenta marxar, el gos li picarà a la part posterior i, en cas contrari, l'assetjarà per evitar que fugi.
No sempre han de caçar amb el seu amo, ja que poden formar-se per treballar amb altres persones. No obstant això, són propensos a l’ansietat per separació a causa de la seva naturalesa social. És molt rar que un gos d'ossos de Carèlia mossegui un ésser humà, però pot matar un altre animal si se sent amenaçat o amb gana.
Són gossos de caça molt socials que prefereixen un entorn exterior i necessiten molt d’espai per córrer lliures i fer prou exercici. A més, necessiten molta estimulació mental i física, donat que aquesta raça està acostumada a tenir una tasca a realitzar. Aquests trets tendeixen a evitar que la raça es converteixi en un gos de companyia popular.

## Races relacionades
- Spitz finlandès
- Norrbottenspets
- Laika rus-europea